# 39.º Prêmio Angelo Agostini
O 39.º Prêmio Angelo Agostini (também chamado Troféu Angelo Agostini) foi um evento organizado pela Associação dos Quadrinhistas e Caricaturistas do Estado de São Paulo (ACQ-ESP) com o propósito de premiar os melhores lançamentos brasileiros de quadrinhos de 2022 em diferentes categorias.

## História
Em fevereiro de 2023, a comissão organizadora do prêmio divulgou que a seleção dos finalistas passaria a ter uma nova dinâmica, ocorrendo após um mapeamento da produção de quadrinhos nacionais realizado por representantes de diversas áreas, regiões e identidades. A chamada Comissão de Mapeamento convidou diversos profissionais do meio dos quadrinhos, dividindo-os por regiões geográficas, identidades (quadrinhos feitos por mulheres, negros, indígenas e pessoas queer) e gêneros (fanzines, mangás brasileiros, jornalismo em quadrinhos, super-heróis brasileiros e publicações infantis). A intenção principal foi dar voz a segmentos da produção nacional e ampliar o alcance da premiação.
Após a conclusão do mapeamento, foram convidados profissionais da área (tais como pesquisadores, jornalistas, influencers, colecionadores e leitores de quadrinhos) para selecionarem os dez indicados, que foram divulgados em 22 de dezembro de 2023, simultaneamente com o início da votação popular, que ocorreu até 22 de janeiro de 2024. A votação foi aberta a qualquer pessoa, sendo a única exigência possuir uma conta de algum serviço Google, com limite de um voto por e-mail, já que o formulário de votação foi feito dentro do sistema do Google Formulários.
Os vencedores foram divulgados em 30 de janeiro de 2024 (Dia do Quadrinho Nacional) durante uma live no canal da AQC-ESP no YouTube. Este ano, todas as nove categorias de voto popular foram vencidas por mulheres, com destaque para a quadrinista Helô D'Angelo, que ganhou em quatro categorias. Só houve homens premiados na categoria de Mestre do Quadrinho Nacional, escolhida pela comissão organizadora, que premiou dois homens e duas mulheres.

## Prêmios
| Categoria                              | Vencedor(es)                                                       | Outros indicados |
| -------------------------------------- | ------------------------------------------------------------------ | --- |
| Mestre do Quadrinho Nacional           | Adriana Melo                                                       | Eleitos pela comissão organizadora |
| Mestre do Quadrinho Nacional           | Érica Awano                                                        | Eleitos pela comissão organizadora |
| Mestre do Quadrinho Nacional           | Laudo Ferreira                                                     | Eleitos pela comissão organizadora |
| Mestre do Quadrinho Nacional           | Nilson Azevedo                                                     | Eleitos pela comissão organizadora |
| Desenhista                             | Helô D'Angelo Nos Olhos de Quem Vê                                 | - Al Stefano (Piratas do Cangaço) - Alex Rodrigues (Fronteiras) - Daniel Sousa (Tachion e Entrespaço) - Germana Viana (Ménage) - Jefferson Costa (Amantikir) - Laudo Ferreira (Ménage) - Marcel Bartholo (João Verdura e o Diabo) - Marcelo D'Salete (Mukanda Tiodora) - Verônica Berta (Princesa de Areia) |
| Roteirista                             | Helô D'Angelo Nos Olhos de Quem Vê                                 | - Al Stefano (Piratas do Cangaço) - Alex Mir (Orixás: A Revolta dos Eguns) - Aline Zouvi (Não Nasci Sabendo) - Cecilia Marins (Amarras) - Daniel Esteves (Fronteiras) - Lillo Parra (João Verdura e o Diabo) - Marcelo D'Salete (Mukanda Tiodora) - Natália Sierpinski (Afeto) - Rafael Calça (Fim da Noite) |
| Lançamento                             | Nos Olhos de Quem Vê Helô D'Angelo / HarperCollins                 | - Barrela (João Pinheiro / Brasa) - Em Busca do Tintin Perdido (Ricardo Leite / Noir) - Espinhela Caída (Tiago Holsi / MMarte Produções) - João Verdura e o Diabo (Lillo Parra e Marcel Bartholo / Balão) - Mukanda Tiodora (Marcelo D'Salete / Veneta) - Não Nasci Sabendo (Aline Zouvi / Selo Harvi) - Paulo Freire #presente (Rogério Faria, Ricardo Sousa, Jefferson Costa e Ren Nolasco / Draco) - Piratas do Cangaço (Al Stefano / Zapata) - Sonhonauta (Shun Izumi / Conrad) |
| Troféu Jayme Cortez                    | PerifaCon                                                          | - Associação de Pesquisadores em Arte Sequencial - Butantã Gibicon (Sandro Merg) - Cyberjornadas Internacionais de Histórias em Quadrinhos - Fanzinada - Festival Internacional de Quadrinhos - Gibiteca Balão (Letícia Ferreira) - Gibiteca de Curitiba - Mina de HQ (Gabriela Borges) - Poc Con (Mário César e Rafael Bastos) |
| Fanzine                                | Papo de Mulher: Almanaquezine de Fotonovelas Danielle Barros, org. | - Alegoria nº 6 (Wilson Costa de Souza e Worney Almeida de Souza) - Café Crônico Prazer Temporário (Thina Curtis e Regi Munhoz) - Gibilândia nº 24 (Roberto Guedes) - KZulovo (Rennan Queiróz e Ciberpajé) - Maria Magazine nº 14 (Henrique Magalhães) - QI nº 178 (Edgard Guimarães) - Relógio (Valter do Carmo) - Tchê nº 46 (Denilson Reis) |
| Cartunista, chargista ou caricaturista | Laerte Coutinho                                                    | - Bira Dantas - Carol Ito - Edgar Vasques - Fernandes Gilmar - Helô D'Angelo - Marilia Marz - Nando Motta - Santiago |
| Lançamento independente                | Amarras Cecilia Marins, Barbara Teisseire e Giulia Tartarotti      | - Depois Que Eu Matei o Libório (Orlandeli) - Harvi: Histórias Pessoais em Quadrinhos (Marcos KZ e Aline Zouvi, editores) - Mizuras (Coletivo Iukytáias) - Normal (Helena Cunha) - Obrigada, Foi um Transtorno (Cecília Ramos) - Princesa de Areia (Verônica Berta) - Q.U.E.E.R. (Mia GB) - Roses n'Guns (Gabriel Arrais) - Terra Roxa (Kiko Garcia) |
| Web quadrinho                          | As Tiras da Helô D'Angelo Helô D'Angelo                            | - 8 Km (Iara Naika) - Capirotinho (Guilherme Infante) - Cartumante (Cecília Ramos) - Edifício Celeste (Thiago Krening) - Homem-Grilo (Cadu Simões e Fred Hildebrand) - Mentirinhas (Fabio Coala) - Os Santos (Leandro Assis e Triscila Oliveira) - Téo & o Mini Mundo (Caetano Cury) - Will Tirando (Will Leite) |
| Colorista                              | Mariane Gusmão O Menino Rei                                        | - Camilo Solano (Beliscão) - Cris Peter (Astronauta: Convergência) - Fabi Marques (Super-Zé) - Jefferson Costa (Amantikir) - Lelis (Em Fuga) - Marcel Bartholo (João Verdura e o Diabo) - Mário César (Camisa Emprestada) - Omar Viñole (META: A Jornada do Leitor) - TAI (Causos de Visagens para Crianças Maluvidas) |
| Lançamento infantil                    | Afeto Natália Sierpinski e Vivi Melancia / Outside.co              | - Amantikir (Lillo Parra e Jefferson Costa / Trem Fantasma) - Causos de Visagens para Crianças Maluvidas (TAI e NIL / independente) - Ciça, a Menina Saci (Lucas Marques e Bruno Prosaiko / AVEC) - Como Fazer Amigos e Enfrentar Feiticeiros (Eric Peleias e Gustavo Borges / independente) - Denise: Arraso (Cora Ottoni / Panini) - Dias de Lontra (Gui Lipari e Li Adisaka / Balão) - Djou: De Outro Mundo (Flávia Lins e Renata Richard / Universo Guará) - Maramunhã: Uma Lenda Manaus (Evaldo Vasconcelos, Rayanne Cardoso, Malu Meneses e Izabelle Regina / independente) - Mingau: Apego (Ana Cardoso / Panini) |